# سارا فینگان
سارا فینگان (به انگلیسی: Sarah Finnegan) ژیمناست زادهٔ ۱۴ نوامبر ۱۹۹۶ میلادی اهل کشور ایالات متحده آمریکا است.